# Sedam Evinih kćeri
Sedam Evinih kćeri naziv je istraživanja koje je proveo Bryan Sykes     , profesor humane genetike na Sveučilištu u Oxfordu, kojim je dokazao da je gotovo svaki čovjek europskoga podrijetla potekao od jedne od sedam pramajki, nositeljica genskih klanova.

## Knjiga – Sedam Evinih kćeri, genetička povijest Europljana
Sedam Evinih kćeri (The seven daughters of Eve, 2001.) ujedno je i naslov knjige prof. Sykesa u kojoj na popularno-znanstveni način objašnjava podrijetlo čovjeka, gene koji se nepromijenjeni prenose s naraštaja na naraštaj po majčinoj liniji povezujući u rodbinski odnos cijelo čovječanstvo, otkrivajući da je u našoj DNK zapisana ne samo naša povijest kao pojedinca već i cijela povijest čovječanstva.  Knjiga je podijeljena u 23 poglavlja u kojima opisuje tijek svojega istraživanja i spoznaje do kojih je došao tijekom desetogodišnjega rada. Opisuje kako je uspio ekstarhirati DNK iz kosti Ledenoga čovjeka, pronađenoga u talijanskim Alpama 1991., starog između 5000 i 5350 godina,  te otkriti da je njegova rođakinja Maria Moseley iz Dorseta (Engleska), savjetnica uprave jedne tvrtke,  koja je institutu u kojem je radio B. Sykes dala nekoliko vlasi svoje kose radi znanstvenoga istraživanja.  Na sličan način povezuje i cheddarskoga čovjeka i učitelja povijesti Adriana Targetta. B. Sykes otkriva rodbinsku vezu s carem Nikolom II. Romanovim sudjelujući u istraživanju posmrtnih ostataka pronađenih u šumi blizu ruskoga grada Ekaterinburga. Također uspijeva riješiti zagonetku Pacifika o podrijetlu Polinezijaca (jugoistočna Azija ili Sjeverna, tj. Južna Amerika); osvjetljava pitanje neandertalaca i kromanjonaca… Knjigom skreće pažnju na „skriveni“ svijet genskog naslijeđa koji svaki pojedinac nosi u sebi ni ne sluteći da je rodbinski povezan s puno više generacija nego ih se on sam može sjetiti ili rekonstruirati tradicionalnim obiteljskim stablom. Prof. Sykes ovom knjigom daje dubinski pogled u takvu genetsku ljudsku povijest koja se nije izgubila ni prostornim ni vremenskim razdvojenostima postavljajući pitanja o: postojanju korejskog slijeda koji se redovito pojavljuje u ribara Norveške i sjeverne Škotske; afričkoga zapisa DNK u mljekara iz Somerseta; rodbinske povezanosti prodavača knjiga iz Manchestera i najbližeg mu rođaka Australca iz Queenslanda.

## Mitohondrijski DNK
Mitohondriji su strukture koje postoje u svakoj stanici, tj. dijelu stanice koji se zove citoplazma. Njihova osnovna zadaća je pomoći stanicama da iskoriste kisik za stvaranje energije. Što je stanica aktivnija, treba više energije pa ima i veći broj mitohondrija. U središtu svakog mitohondrija nalazi se i mali dio DNK-a – minikromosom dug samo 16 500 baza (u jezgrenim kromosomima je tri tisuće milijuna baza). Za razliku od DNK-a u jezgrenim kromosomima, koja se nasljeđuju od oba roditelja, mitohondrij nasljeđujemo samo od jednoga roditelja – od majke. U citoplazmi ljudske jajne stanice ima 250 000 mitohondrija. U spermijima ih ima vrlo malo, samo onoliko koliko je potrebno da im osiguraju energiju potrebnu da prodru u jajnu stanicu. Kada se to dogodi, mitohondrij im više nisu potrebni te se odbacuju zajedno s repom spermija.  U jajnu stanicu ulazi samo glava spermija u kojoj se nalazi paket s jezgrom DNK-a. Oplođeno jajašce sadrži DNK obaju roditelja, a jedini mitohondrij koji se ondje nalaze, u citoplazmi jajne stanice, oduvijek su i bili majčini. Otkriće da se mitohondrijski DNK nasljeđuje isključivo od majke omogućilo je prof. Sykesu dođe do sedam žena, pramajki čiji su potomci gotovi svi suvremeni Europljani. Identificirano je sedam glavnih genetskih skupina. Unutar svake od njih sljedovi baza mitohondrijskog DNK-a bili su identični ili međusobno vrlo slični. Više od 95 % današnjih autohtonih Europljana uklapa se u jednu od tih sedam skupina. Raspon starosti od najmlađe do najstarije od tih sedam genskih skupina je od 10 000 do 45 000 godina. Najstarija je živjela prije 45 000 godina, a najmlađa prije 10 000 – 8 000 godina. Ono što ta procjena govori jest duljina vremena koje je bilo potrebno da se, počevši od izvornoga slijeda baza mitohondrijskog DNK-a, dogode sve mutacije koje danas nalazimo unutra neke genske skupine.  To je dovelo do zaključka da je jedinstveni izvorni slijed koji se nalazi u korijenu svake od sedam genskih skupina nosila samo jedna žena. Prof. Sykes dao im je imena koja počinju slovima kojim je označio genske skupine nakon što su prihvatili sustav abecedne klasifikacije   Antonija Torronija. Uršula – klanska majka genske skupine U;  Xenia (Ksenija) klanska majke genske skupine X; Jasmina – genske skupine J; Helena – genske skupine H; Velda – genske skupine V; Tara - genske skupine V; Katarina – genske skupine K.

## Sedam Evinih kćeri
Majka genskog klana nije morala biti i zasigurno nije bila jedina žena u to vrijeme, no ona je jedina od koje veza po majčinoj strani teče neprekidno sve do naših dana. Njezine suvremenice, iako su imale i kćeri i unuke (ž.r.), nisu postale majke klana jer su u nekoj točki između onda i sada njihovi ženski potomci po majčinoj strani ili imali samo sinove ili nisu imali djece – time su njihove linije iščeznule. Osim toga, nije moguće saznati svoje precizno rodoslovlje sve do majke klana kojem pripadamo, tj. savršeno rekonstruirati rodoslovlje. Ono što se može učiniti jest rekonstruirati glavne događaje prateći mutacije u linijama po majci, tj. analizirati sljedove baza DNK, a to ne umanjuje činjenicu, koju je prof. Sykes dokazao,  da svaki genski klan ima samo jednu majku. Što se tiče točnog vremena i mjesta gdje su živjele klanske majke, prof. Sykes napravio je prostorne i vremenske procjene na temelju podataka o današnjoj geografskoj distribuciji klanova i njihovih ogranaka. Geografsko ishodište klana nije nužno ono mjesto gdje je najveća koncentracija njegovih današnjih pripadnika već mjesto gdje su najizraženije klanske varijacije.

### Uršula
Najstarija pramajka, ime je dobila po latinskom imenu za medvjedicu. Pripadnici njezina klana prva su moderna ljudska bića koja su uspješno kolonizirala Europu. Raširili su se cijelim kontinentom i posve potisnuli neandertalce, koji su naposljetku i izumrli. Živjela je prije velikoga ledenoga doba. Oko 11% današnjih Europljana izravni su Uršulini potomci po majčinoj liniji, ima ih u svim dijelovima Europe, a najviše ih je u zapadnoj Britaniji i Skandinaviji. Najpoznatiji pripadnik njezina klana je cheddarski čovjek.

### Ksenija
6% suvremenih Europljana Ksenijini su potomci. U Europi su njezini potomci podijeljeni u tri grane proširene cijelom Europom: jedna je ograničena na istočnu Europu, druge dvije idu prema zapadu u središnju Europu i dalje do Francuske i Britanije. Oko 1% današnjih autohtonih Amerikanaca izravni su Ksenijini potomci jer se dio njezinih potomaka premještao sve dalje na istok, prešavši stepe središnje Azije i Sibira te došavši na američki kontinent.

### Helena
Živjela je prije 25 000 godina, kada je posljednje ledeno doba bilo najoštrije. Zbog vrlo niskih temperatura skupine su se lovaca premještale prema planinskim lancima Pirineja i Alpa,  sve do dolina rijeke Rhone. Helenin je klan bio vrlo uspješan te se proširio cijelom Europom. 47% suvremenih Europljana pripadaju njezinu klanu.

### Velda
Tri tisuće godina poslije Helene veliko ledeno doba bilo je u punom zamahu. Velike ravnice sjeverne Europe posve su opustjele, te je sav život bio potisnut u Ukrajinu, južnu Francusku, Italiju i na Pirinejski poluotok. Velda je živjela u sjevernoj Španjolskoj, u planinama Cantabrije. Oko 5% autohtonih Europljana pripada Veldinu klanu, brojniji su u zapadnoj Europi nego na istoku kontinenta. Jedna je manja skupina njezina klana dospjela do Skandinavije gdje su se izmiješali s današnjim Laponcima u Finskoj i sjevernoj Norveškoj.

### Tara
Tara i Velda živjele su približno u isto vrijeme. Tara je živjela na brežuljcima Toscane. Nešto više od 9% autohtonih Europljana pripadaju njezinu klanu. Najviše ih živi u Sredozemlju i uzduž zapadnoga ruba kontinenta. Osobito su brojni na zapadu Velike Britanije i u Irskoj.

### Katarina
Živjela je prije 15 000 godina. Najveći procvat njezin je klan ostvario u sjevernoj Italiji. Katarina je vrlo lako mogla propješačiti prostor današnjega Jadranskoga mora, od Splita do Ancone jer je tada bilo vrlo plitko. 6% današnjih izvornih Europljana pripada Katarininu klanu. Pretežito žive u području Sredozemlja, ali se, kao i potomci svih klanova, mogu naći u svim dijelovima Europe. Jedan od njezinih poznatijih potomaka je Ledeni čovjek.

### Jasmina
Živjela je u stalnom naselju, oko rijeke Eufrat, na području današnje Sirije. Veliko ledeno doba bilo je pri kraju. Nešto manje od 17% autohtonih Europljana pripadaju njezinu klanu. Za razliku od ostalih klanova, njezini potomci nisu raspoređeni ravnomjerno po cijelom europskom kontinentu. Jedna grana prati obalu Sredozemlja sve do Španjolske i Portugala, prelazi u zapadnu Britaniju, a osobito je česta u Cornwallu, Walesu i na zapadu Škotske. Druga linija slijedi put kroz srednju Europu kojim su stizali ratari koji su prvi počeli obrađivati zemlju u plodnim riječnim dolinama toga područja.